# Tick-Tock
Pe 21 decembrie 2013, Maria Iaremciuk a câștigat finala națională și a primit dreptul de a reprezenta Ucraina la Concursul Muzical Eurovision 2014 cu piesa „Tick-Tock”.  La ediția din 2014 a Eurovisionului piesa a intrat în finală și s-a clasat pe locul 6, cu un total de 113 puncte.

## Legături externe
- Official website
- Yeremchuk interpretând „Tick-Tock”

| Predecesor: Zlata Ognevici cu piesa "Gravity" | Ucraina la Concursul Muzical Eurovision 2014 | Succesor: TBA |